# Colpodes estriata
Colpodes estriata är en skalbaggsart som beskrevs av Darlington 1939. Colpodes estriata ingår i släktet Colpodes och familjen jordlöpare. Inga underarter finns listade i Catalogue of Life.